# 3578 Carestia
Carestia (asteróide 3578) é um asteróide da cintura principal com um diâmetro de 57,8 quilómetros, a 2,529843 UA. Possui uma excentricidade de 0,2116009 e um período orbital de 2 099,5 dias (5,75 anos).
Carestia tem uma velocidade orbital média de 16,62719555 km/s e uma inclinação de 21,30018º.
Este asteróide foi descoberto em 11 de Fevereiro de 1977 por Felix Aguilar Obs..